# Ittihad Riadhi Baladiat Aflou
Maillots
Dernière mise à jour : 16 avril 2020.
L'Ittihad Riadhi Baladiat Aflou (en arabe : الاتحاد الرياضي لبلدية آفلو), plus couramment abrégé en IRB Aflou ou encore en IRBA, est un club algérien de football fondé en 1932 et basé dans la ville d'Aflou, au sein de la wilaya de Laghouat.

## Histoire
L'IRBA évolue à plusieurs reprises en D2 et en D3 algérienne, mais sans jamais parvenir à accéder en D1. Il évolue en D3 Amateur . 

## Identité du club

### Logo et couleurs
Depuis la fondation de l'Ittihad Riadhi Baladiat Aflou en 1932, ses couleurs sont le Rouge et le Noir.

Logo actuel.